# Лаутерекен
Лаутерекен (на немски: Lauterecken, „Veldenzstadt“) е град в Рейнланд-Пфалц, Германия с 2127 жители (към 31 декември 2017). Той е един от най-малките градове в Германия.
Намира се на 20 km североизточно от град Кузел и на 25 km северозападно от Кайзерслаутерн.
Лаутерекен със замъка му е споменат за пръв път в документ през 1224/1343 г. Между 1343 и 1350 г. получава права на град. От 1543 до 1694 г. е резиденция на вителсбахската странична линия Пфалц-Велденц-Лаутерекен.
- Лаутерекен
- Лаутерекен, кула на дворец Велденц